# Jean Bricmont
Jean Bricmont (Ukkel, 12 april 1952 is een Belgisch theoretisch fysicus, wetenschapsfilosoof en professor aan de Université catholique de Louvain. Hij bestudeert onder andere niet-lineaire differentiaalvergelijkingen.
Buiten wetenschappelijke kringen is hij vooral bekend omdat hij samen met de Amerikaan Alan Sokal het boek Impostures Intellectuelles (1997) heeft geschreven. Dat boek is een uitgebreide nabeschouwing op de Sokal-affaire, de opzienbarende acceptatie door Social Text, een gerenommeerd tijdschrift voor de sociale wetenschappen, van een door Sokal geschreven nepartikel dat vol stond met nonsensicale, aan de natuurwetenschappen ontleende, gewichtig klinkende citaten van bekende filosofen en sociale denkers. Jean Bricmont werkt ook samen met de activist Noam Chomsky.

## Oeuvre
- Impostures Intellectuelles, Alan Sokal en Jean Bricmont, uitgeverij Odile Jacob, 1997.
- Humanitaire interventies, Mensenrechten als excuus voor oorlog, EPO, 2008, ISBN 9789064454783

- Biblioteca Nacional de España: XX1380088
- Bibliothèque nationale de France: cb13202200z (data)
- Catàleg d'autoritats de noms i títols de Catalunya: 981058528597306706
- CiNii: DA1108262X
- Gemeinsame Normdatei: 124816673
- International Standard Name Identifier: 0000 0000 8184 5259
- Library of Congress Control Number: n97022307
- Mathematics Genealogy Project: 100343
- Bibliotheek van het Japanse parlement: 00810814
- Nationale Bibliotheek van Tsjechië: mub2012707715
- Nationale Bibliotheek van Israël: 987007310858805171
- Nederlandse Thesaurus van Auteursnamen: 166108219
- Istituto Centrale per il Catalogo Unico: RAVV103696
- Système universitaire de documentation: 057522979
- Virtual International Authority File: 115835319
- WorldCat: E39PBJpypQrRcmy8FhcV6DxFKd